# Dizadż-e Rahim Pur
Dizadż-e Rahim Pur – wieś w Iranie, w ostanie Azerbejdżan Zachodni. W 2006 roku  liczyła 113 mieszkańców w 28 rodzinach.